# 羅傑斯冰川
羅傑斯冰川是南極洲的冰川，最終在麥卡斯克爾丘陵以北注入阿梅里冰架的東部，該冰川以美國海軍的上尉指揮官命名。